# Catherine Chisholm
Pour les articles homonymes, voir Chisholm.
Catherine Chisholm CBE, née à Radcliffe le 2 janvier 1878 et morte le 21 juillet 1952 à Withington, est une pédiatre britannique. Elle est connue comme fondatrice du Duchess of York Hospital (en) en 1914.

## Biographie
Catherine Chisholm est la fille aînée de Kenneth Mackenzie Chisholm, médecin, qui encourage sa fille à faire des études de médecine, et l'emmène dans ses tournées de visites. 
Elle commence ses études au Owens College de Manchester en 1895 et obtient son diplôme d'études classiques en 1898. Elle poursuit ses études à la faculté de médecine de l'université de Manchester, où elle est la première femme acceptée comme étudiante. Elle obtient en 1904 son diplôme de médecine (MB ChB) avec une mention très bien en médecine légale, obstétrique, chirurgie et pathologie. 
Elle effectue une année d'internat au Clapham Maternity Hospital, l’un des rares hôpitaux du comté à employer uniquement des femmes médecins, puis un autre stage de six mois au Eldwick Children's Sanatorium à Bingley, dans le Yorkshire.
En 1906, elle s'installe comme médecin généraliste à Manchester. Elle soutient une thèse de gynécologie en 1912 sur les règles. Elle est médecin scolaire à la Manchester High School for Girls, de 1918 à 1945. Elle publie un livre intitulé The Medical Inspection of Girls in Secondary  Schools, en 1914, dans lequel elle prône la pratique de sport à un niveau de compétition. Vers 1912, elle se spécialise dans le domaine des maladies infantiles, et en 1914, elle est nommée pédiatre au North Manchester General Hospital. 

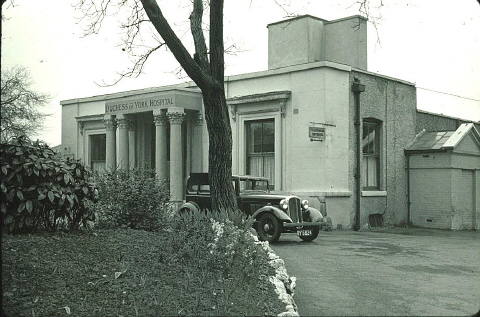
Duchess of York Hospital en 1953

La même année, elle ouvre un hôpital pour enfants, le Manchester Babies Hospital (en), qui peut accueillir douze patients et qu'elle dirige jusqu'en 1947. À sa mort, en 1952, l'hôpital accueille mille patients par an. En 1953, après la visite de la duchesse d'York, l'hôpital prend le nom de Duchess of York Hospital for Babies. Il ferme définitivement en 1993.
Catherine Chisholm est médecin universitaire pour les étudiantes de 1918 à 1947. En 1919, elle met un terme à sa pratique privée tandis qu'elle devient médecin consultant au Hope Hospital, Salford (en), et maître de conférences en maladies infantiles à l'université de Manchester. Elle devient présidente de la Medical Women’s Federation en 1928.
Elle est favorable au droit de vote des femmes, et s'intéresse aux activités de Margaret Ashton, première femme élue au conseil municipal de Manchester en 1908 qui elle-même a soutenu politiquement et financièrement la création du Manchester Babies Hospital. Elle soutient l'action du Women's Citizen's Association en faveur de l'amélioration des conditions de vie des femmes et des enfants.
Durant la Seconde Guerre mondiales, elle ajoute à ses activités celle de médecin consultant à l'hôpital pour enfants de Manchester, le Booth Hall Children's Hospital. Elle prend sa retraite en 1947. Elle meurt à son domicile de Withington, d'un arrêt cardiaque, le 21 juillet 1952.

## Distinctions
Elle est nommée commandeur de l'ordre de l'Empire britannique en 1935.
En 1949, elle est nommée membre d'honneur du Royal College of Physicians, devenant ainsi la première femme médecin élue. Elle est membre fondateur en 1917 puis présidente de la Medical Women's Federation de 1928 à 1930.